# Бочанівка
Боча́нівка — село в Україні, у Полтавській міській громаді Полтавського району Полтавської області. Населення становить 264 осіб.

## Географія
Село Бочанівка знаходиться на лівому березі річки Свинківка, яка через 2 км впадає в річку Коломак, вище за течією примикає село Новоселівка, нижче за течією на відстані 1 км на березі річки Коломак розташоване село Ковалівка, на протилежному березі - село Пасківка. Поруч проходить залізниця, станція Свинківка за 1 км.

## Історія
12 червня 2020 року, відповідно до розпорядження Кабінету Міністрів України № 721-р «Про визначення адміністративних центрів та затвердження територій територіальних громад Полтавської області», село увійшло до складу Полтавської міської громади.
19 липня 2020 року, в результаті адміністративно - територіальної реформи та ліквідації Полтавського району (1925—2020), село увійшло до складу новоутвореного Полтавського району.